# Cantó de Creis Sud
El cantó de Creis Sud és un cantó francès del departament de la Droma, situat al districte de Diá. Té 12 municipis i el cap és Creis.

## Municipis
- Autichamp
- Chabrelha
- Creis (part Sud, 2.304 habitants)
- Divajeu
- Francillon-sur-Roubion
- Grâne
- La Répara-Auriples
- La Roche-sur-Grane
- Piégros-la-Clastre
- Puèg Sant Martin
- Sau
- Soyans

| Data d'elecció                           | Identitat            | Partit          | Qualitat |
| ---------------------------------------- | -------------------- | --------------- | -------- |
| 1951-1976                                | Louis Jouve          | Divers droite   |          |
| 1976-                                    | Jean-Pierre Tabardel | PS, després PRG |          |
| les dades anteriors no són pas conegudes |                      |                 |          |